# Toparlar, Köyceğiz
Toparlar là một thị trấn thuộc huyện Köyceğiz, tỉnh Muğla, Thổ Nhĩ Kỳ. Dân số thời điểm năm 2011 là 4.269 người.